# 及川厚博
及川 厚博（おいかわ あつひろ、1989年 - ）は、日本の実業家。株式会社M&Aクラウド代表取締役CEO。北海道出身。

## 経歴
2011年、東洋大学経済学部在学中に、マクロパス株式会社を創業。国内企業向けに、インドネシア・ベトナムを拠点にしたアプリの受託開発と、ITと他分野を連携させる新規事業開発を行う。年商は4年で数億円規模となる。
2015年に同事業を数億円で事業譲渡。その際に、売却価格の算定と買い手探しのアナログな点に非常に苦労し、これらの課題をテクノロジーの力で解決したいという思いから、同年、株式会社M&Aクラウドを設立。企業の買い手と売り手が直接やり取りできる、M&Aのマッチングプラットフォーム「M&Aクラウド」をリリースした。
2019年、Forbes NEXT UNDER 30選出。
東洋経済オンラインやダイヤモンド・オンラインなどで寄稿するなど、M&A関連の情報発信を行っている。

## 執筆・寄稿

### ダイヤモンド・オンライン
- 2021年6月「次は『2段階イグジット』がトレンドに？ 増加するスタートアップM&Aの最新動向」[4]
- 2021年12月「M&Aのプロが見る、2021年のスタートアップの出口戦略と来年展望──デーティング投資や“DX買収”が加速」[5]
- 2022年6月「株式市場冬の時代におけるSaaS企業のイグジット手法の変化──M&A巧者freeeの“備える”戦略」[6]
- 2022年12月「5分で分かる、スタートアップM&Aの現在地（前編）──活発化するM&A、その理由とは」[7]
- 2022年12「5分で分かる、スタートアップM&Aの現在地（後編）──M&Aで買い手・売り手の双方が恩恵を享受するには」[8]
- 2023年1月「M&Aのプロが見る、2022年のスタートアップの出口戦略と2023年展望──ファイナンス手法の多様化でトレンドは継続」[9]
- 2023年2月「SHIFT流のM&A、カギは「夢と算盤」──従業員がハッピーになる構造を追求（前編）」[10]
- 2023年2月「SHIFT流のM&A、カギは「夢と算盤」──従業員がハッピーになる構造を追求（後編）」[11]
- 2023年3月「M&Aは必要不可欠な打ち手」──4年間で8件、未上場スタートアップがM&Aに注力する理由」[12]
- 2023年5月「M&Aを7社実行済み、AnyMindのアジア戦略「経営人材の獲得で地域ナンバーワン目指す」[13]

### ITmedia ビジネスオンライン
- 2023年8月　【連載　スタートアップの突破口】「『経産省も本気だな』　 国が総力あげる「スタートアップ大胆支援策」の最前線」[14]
- 2023年10月【連載　スタートアップの突破口】「KDDIに聞く『大企業がオープンイノベーションを起こせない理由』」[15]
- 2023年10月【連載　スタートアップの突破口】「経営会議からの権限委譲　老舗企業がスタートアップ投資に苦労した理由」[16]

### BizZine
- 2023年7月【連載　オープンイノベーション促進税制と企業の本音】「なぜ岸田内閣は「スタートアップ成長5か年計画」でM＆Aを促すのか──米国の潮流にみる『出口戦略』」[17]
- 2023年9月【連載　オープンイノベーション促進税制と企業の本音】「経済産業省 白坂氏が語る、『オープンイノベーション促進税制』による大企業の変革とスタートアップの成長」[18]
- 2023年9月【連載　オープンイノベーション促進税制と企業の本音】「「マネーフォワード傘下でこそ得られた“成長”──スマートキャンプ林氏が語る、M＆Aの成果とIPOの狙い」[19]
- 2024年1月【連載　オープンイノベーション促進税制と企業の本音】「VC視点のオープンイノベーションとM＆A──インキュベイトファンド本間氏が語るスタートアップトレンド」[20]

### 東洋経済オンライン
- 2023年12月「スタートアップ『VCファンド満期問題』と出口戦略」[21]